# 理想的観察者理論
理想的観察者理論（りそうてきかんさつしゃりろん、英語: ideal observer theory）は、倫理的な言明は、仮定上の「理想的観察者」の態度に関する真理適合的な命題を表現すると考えるメタ倫理学上の立場。言い換えれば、倫理的判断は、中立的かつ完全な情報を持つ観察者が下すであろう判断に関する言明として解釈すべきと考える。例えば、「Xは善い」は、「理想的観察者がXを是認する」を指す。
| 「 | ［理想的観察者理論の］中核をなす考え方は、倫理的用語は、「XはYよりも善い」＝「XおよびYに関して完全な情報を持ち、想像力が豊かで、公平かつ冷静であるがその他の点では普通の人であれば誰でも、XをYよりも選好する」の様式で定義されるというものである。 | 」 |

理想的観察者理論は、認知主義のうち主観主義および普遍主義に分類される。また、その他の倫理的主観主義（道徳的相対主義など）および道徳的実在論（倫理的命題は、誰かの態度や意見とは無関係の客観的な事実を指すと考える立場）、錯誤説（倫理的命題が真でありうるということを否定する立場）、非認知主義（倫理的言明が命題を表現するということを否定する立場）とは相反する。
理想的観察者理論の支持者は、通常、理想的観察者が実際に存在すると考えるわけではない。

## 関連文献
- Jollimore, Troy (2022). "Impartiality". In Zalta, Edward N. (ed.). Stanford Encyclopedia of Philosophy (英語) (Summer 2022 ed.).